# Миколайчук, Мария Евгеньевна
Мария Евгеньевна Миколайчук (урожденная Карпюк, укр. Марія Євгенівна Миколайчук; 8 апреля 1941, Витилевка, Черновицкая область — 1 февраля 2023, Черновцы) — украинская певица, фольклористка, актриса. Народная артистка Украины (2005). Член Национального Союза кинематографистов Украины. Жена Ивана Миколайчука .

## Биография
Окончила студию при Черновицком музыкально-драматическом театре им. О. Кобылянской, работала актрисой в театре.
В 1961 году начала петь в Украинском народном хоре имени Г. Веревки.
29 августа 1962 года вышла замуж за Ивана Миколайчука.
С начала 1970-х годов — участница фольклорного вокального трио «Золотые ключи» (с Ниной Матвиенко и Валентиной Ковальской).
В составе трио снималась в фильмах и телелентах: «Пропавшая грамота», «Девичьи мечты», «Трио „Золотые ключи“» и т. д.
Квартиру Миколайчуков на Березняках любил посещать Владимир Ивасюк, когда в 1970-х годах бывал в Киеве. В один из вечеров он дал Марии Евгеньевне переписать тексты и ноты буковинских песен, записанных его дядей. Много лет спустя Мария Миколайчук напела и издала эти песни в сборниках «Прощаюсь, ангел, с тобой» и «Буковино…».
Награждена медалью «На славу Черновцов».
2005 — удостоена звания народной артистки Украины.
2021 — сыграла роль Ирины Сергеевны в фильме Романа Балаяна «Мы есть. Мы рядом».
Умерла 1 февраля 2023 года в возрасте 81 года в Черновцах после продолжительной болезни.

## Фильмография
- 1968 — «Разведчики» — регулировщица
- 1970 — «Белая птица с чёрной отметиной» — эпизод
- 1972 — «Пропавшая грамота» — эпизод
- 2021 — «Мы есть. Мы рядом» — Ирина Сергеевна, женщина с клеткой

## Дискография (народные песни)
- 2001 — Прощаюсь, ангел, с тобой (посвящённый Ивану Миколайчуку)[7] .
- 2005 — Буковино…[8]
- 2009 — Ой, красная калиночка[9] .